# Darius Hall
Darius Jermaine Hall (Detroit, 16 marzo 1973) è un ex cestista statunitense, professionista in Europa.

## Palmarès
- Coppa di Germania: 1

Artland Dragons: 2008
- Supercoppa del Belgio: 1

Wolves Pepinster: 2003